# Stenoterommata neodiplornata
Espèce
Stenoterommata neodiplornata est une espèce d'araignées mygalomorphes de la famille des Pycnothelidae.

## Distribution
Cette espèce est endémique de l'État de São Paulo au Brésil,. Elle se rencontre vers Itirapina, Ipeúna, Iperó et São Paulo.

## Description
Le mâle holotype mesure 12,20 mm et la femelle paratype 18,20 mm.

## Publication originale
- Ghirotto, Guadanucci & Indicatti, 2021 : « The genus Stenoterommata Holmberg, 1881 (Araneae, Pycnothelidae) in the Cerrado and Atlantic Forest from southeastern and central Brazil: description of four new species. » Zoosystema, vol. 43, no 17, p. 311-339.